# 20285 Любін
20285 Любін (20285 Lubin) — астероїд головного поясу, відкритий 20 березня 1998 року.
Тіссеранів параметр щодо Юпітера — 3,519.